# Monterrey Open 2011
Monterrey Open 2011 — тенісний турнір, що проходив на відкритих кортах з твердим покриттям. Це був третій за ліком Monterrey Open. Належав до категорії International у рамках Туру WTA 2011. Відбувся в Sierra Madre Tennis Club у Монтерреї (Мексика). Тривав з 28 лютого до 6 березня 2011 року.

## Учасниці

### Сіяні учасниці
| Країна    | Гравчиня               | Рейтинг* | Сіяна |
| --------- | ---------------------- | -------- | ----- |
| Сербія    | Єлена Янкович          | 6        | 1     |
| Росія     | Анастасія Павлюченкова | 19       | 2     |
| Франція   | Араван Резаї           | 23       | 3     |
| Німеччина | Юлія Гергес            | 34       | 4     |
| Латвія    | Анастасія Севастова    | 37       | 5     |
| Італія    | Сара Еррані            | 41       | 6     |
| Чехія     | Івета Бенешова         | 47       | 7     |
| Словенія  | Полона Герцог          | 50       | 8     |

- Посів ґрунтується на рейтингові станом на 21 лютого 2011, але може змінюватись.

### Інші учасниці
Нижче наведено учасниць, які отримали вайлд-кард на участь в основній сітці:
- Хімена Ермосо
- Анастасія Павлюченкова
- Араван Резаї

Нижче наведено гравчинь, які пробились в основну сітку через стадію кваліфікації:
- Елені Даніліду
- Луціє Градецька
- Лаура Поус-Тіо
- Александра Возняк

## Переможниці та фіналістки

### Одиночний розряд
Анастасія Павлюченкова —  Єлена Янкович, 2–6, 6–2, 6–3
- Для Павлюченкової це був 1-й титул за рік і 3-й - за кар'єру. Вона захистила свій торішній титул.

### Парний розряд
Івета Бенешова /  Барбора Стрицова —  Анна-Лена Гренефельд /  Ваня Кінґ, 6–7(8), 6–2, [10–6]